# Douglas Muggeridge
Douglas Muggeridge (* 1928 in Harrogate, Yorkshire; † 26. Februar 1985 in London) war ein Leiter des BBC Radio 1 und BBC Radio 2 vom Februar 1969 bis 1976.

## Leben
Muggeridge arbeitete zuerst als Reporter für die Liverpool Post und schloss sich 1956 dem BBC als Radioproduzent an. Er wurde im Februar 1969 zum Leiter von Radio 1 & 2 ernannt. Auf Robin Scott, den ersten Leiter der beiden Netzwerke, folgend, versuchte Muggeridge das Denken von BBC über Popmusikradio zu aktualisieren. Obwohl er selbst kein großer Popmusikfan war, war er dafür verantwortlich, den beiden Radiostationen ihre individuelle Identität zu geben und ein zweimal tägliches Nachrichtenmagazin auf Radio 1 einzuführen. Unter dem Titel Newsbeat läuft diese Sendung bis heute auf Radio 1. 1971 ernannte er Rodney Collins – durch seine wöchentlichen Musikkolumnen in der Tageszeitung bekannt als Unterstützer von Piratensendern – zum Publicity Officer für die beiden Netzwerke und versuchte damit eine größere Anteil in der Berichterstattung für Radio 1 in Musikzeitschriften wie New Musical Express, Melody Maker, Disc und Record Mirror zu erhalten. 1971 stattete Muggeridge führende BBC-Rundfunksprecher wie Tony Blackburn, Jimmy Young und Pete Murray mit langfristigen Verträgen aus, weil die neuen privaten Radiostationen den staatlichen Rundfunk herausforderten. Muggeridge war später der Programmdirektor und stellvertretende Geschäftsführer des Radios, bevor er 1981 Geschäftsführer von External Broadcasting wurde und den BBC World Service beaufsichtigte. Er war ein Neffe von Malcolm Muggeridge.
Muggeridge starb am 26. Februar 1985 im St Thomas’ Hospital, London.